# Lars-Erik Tillinger
Lars-Erik Tillinger, född den 25 november 1919 i Stockholm, död där den 30 september 2017, var en svensk jurist. Han var son till Hildor Tillinger.
Tillinger avlade studentexamen 1938 och juris kandidatexamen vid Stockholms högskola 1943. Han genomförde tingstjänstgöring i Sollentuna och Färentuna domsaga 1943–1946. Tillinger var tingssekreterare i Oppunda och Villåttinge domsaga 1948–1950, tingsdomare i Piteå domsaga 1950–1951 och tillförordnad borgmästare i Sala 1954–1959. Han blev fiskal i Svea hovrätt 1947, adjungerad ledamot där 1952, assessor 1954, revisionssekreterare 1961 (tillförordnad 1960) hovrättsråd i Svea hovrätt 1963 och departementsråd i Justitiedepartementet 1968 (tillförordnat 1967). Tillinger var lagman i Svea hovrätt 1973–1986. Han var ordförande i hyresnämnd 1954–1960, i utskrivningsnämnden vid Salberga sjukhus 1956–1960, i särskild taxeringsnämnd för rörelseidkare 1958–1960, styrelseledamot i statens skol- och yrkeshem Salbohed 1956–1966, i Stockholms stads brandstodsbolag 1962–1971, i Länsförsäkringar Stockholm 1971–1991 (vice ordförande 1977–1991), sekreterare i parlamentariska nämnden i Wennerströmaffären 1963–1968, ordförande i Hälso- och sjukvårdens ansvarsnämnd 1974–1989, styrelseledamot i Sveriges domareförbund 1968–1984 (vice ordförande 1973–1983), president i Internationella domareförbundet 1982–1984 (styrelseledamot från 1968, vice president 1978–1982), ordförande i Galoppförbundets skiljedomstol 1957–1984, ordförande i Svenska galoppsportens centralförbund 1984–1988 och styrelseledamot i Aktiebolaget Trav och Galopp 1985–1988. Tillinger blev riddare av Nordstjärneorden 1965. Han vilar på Skogskyrkogården i Stockholm.